# Desmozosteria elongata
Desmozosteria elongata är en kackerlacksart som beskrevs av M. Josephine Mackerras 1966. Desmozosteria elongata ingår i släktet Desmozosteria och familjen storkackerlackor. Inga underarter finns listade i Catalogue of Life.